# Frico Kafenda

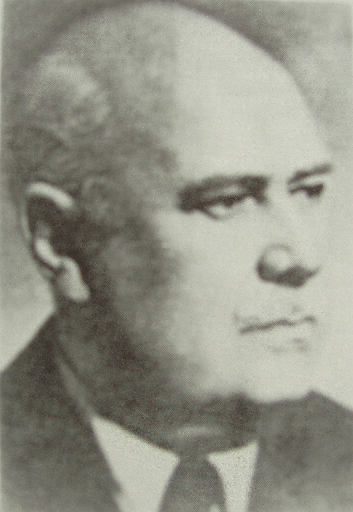
Frico Kafenda (1883–1963)

Frico Kafenda (* 2. November 1883 in Mošovce; † 3. September 1963 in Bratislava) war ein slowakischer Komponist, Dirigent, Pianist und Musikpädagoge.

## Leben

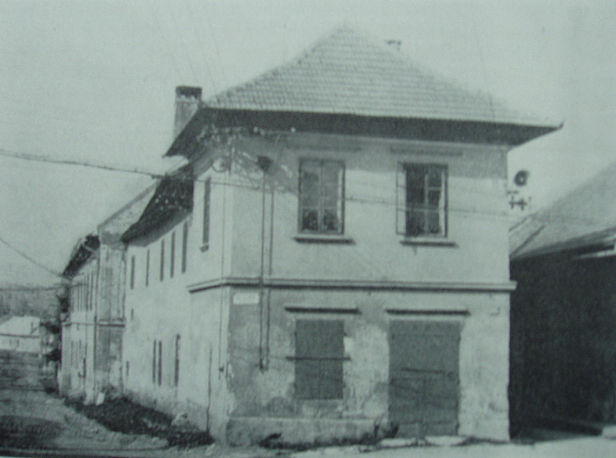
Kafendas Geburtshaus in Mošovce

Fridrich „Frico“ (auch Fritz) Kafenda wurde als Sohn des gleichnamigen Kaufmanns Fridrich Kafenda und seiner Frau Cecilia (geb. Jerg) im mittelslowakischen Mošovce geboren. Während der Gymnasialzeit erhielt er in Ružomberok Unterricht in Klavier, Orgel, Violine und Komposition bei Joseph Chládek. Nach der Schulausbildung ging er ans Konservatorium Leipzig, wo er 1901–1905 Klavier bei Robert Teichmüller, Komposition bei Salomon Jadassohn, Emil Paul, Stephan Krehl und Heinrich Zöllner sowie Dirigieren bei Arthur Nikisch studierte. Parallel dazu besuchte er musikwissenschaftliche Vorlesungen an der Leipziger Universität bei Hermann Kretzschmar und Hugo Riemann. In der Folge wirkte er bis nach dem Ausbruch des Ersten Weltkriegs als Opern- und Operettendirigent an mehreren kleineren Bühnen in Deutschland und Österreich-Ungarn (Teschen (1909), Zwickau, Insterburg, Tilsit, Cöthen, Bielitz, Colmar). Dazwischen wirkte er 1908/1909 als Lehrer an der sogenannten Opernschule des Stern’schen Konservatoriums in Berlin, nach deren Vorbild er 1913 in Dresden eine private Korrepetitorenschule gründete. 1915 geriet er als Soldat der Gemeinsamen Armee der österreichisch-ungarischen Doppelmonarchie in russische Kriegsgefangenschaft. Das Projekt der Komposition einer ersten slowakischen Nationaloper blieb dadurch unvollendet, doch skizzierte er als Zeugnis seiner Eindrücke der Haft sein Streichquartett G-Dur (1916).
Seit 1920 lebte Kafenda wieder in der Slowakei, die seit Kriegsende 1918 Teil der tschechoslowakischen Republik war. Hier begann er mit vielfältiger musikalischer Tätigkeit, wodurch er sich rasch als eine der wichtigsten Persönlichkeiten im slowakischen Kulturleben etablierte. So war er etwa Pianist des Bratislava-Trios. In der Hauptstadt Bratislava wurde er Lehrer für Klavier und Theoriefächer an der 1919 gegründeten Musikschule für die Slowakei, dem späteren Konservatorium Bratislava, dem er 1922–1949 als Direktor vorstand. Nach Beendigung dieser Funktion wirkte er 1949–1953 als Klavierpädagoge an der Akademie der Darstellenden Künste, der nunmehrigen Hochschule für Musische Künste Bratislava (Vysoká škola múzických umení v Bratislave – VŠMU). Zu Kafendas bekanntesten Schülern und Schülerinnen zählen etwa der Komponist Eugen Suchoň, Ľudovít Rajter, Roman Berger, Milan Novák, Michal Karin (Knechtsberger), Eva Fischerová-Martvoňová und Jelena Hodžová-Medvecká. 1964 wurde der Frico Kafenda-Preis ins Leben gerufen, der jährlich vom Slowakischen Musikfonds an Einzelpersonen und Organisationen für herausragende interpretatorische Leistungen im Bereich der Konzertkunst verliehen wird.

## Preise und Auszeichnungen (Auswahl)
- 1944: Slowakischer Staatspreis[9]
- 2019: Eintrag in das Goldene Buch der slowakischen Urheberrechtsgesellschaft SOZA[10] für das Jahr 2018 (posthum)

## Werke (Auswahl)

### Theatermusik
- Princezná z Amaranthu (Die Prinzessin von Amaranth). Schauspielmusik zu einem Text von O. Drinkler (1907)

### Kammerorchester
- Na pamiatku (Zur Erinnerung) für Bläser (1898)
- Pochod maturantov (Marsch der Maturanten) für Flöte, Klarinette und Streichorchester (1900)

### Schul- und Jugendorchester
- Napred (Nach vorne) (1899)
- Radujme sa! (Freuen wir uns!). Polka française für Klavier und Orchester op. 17 (1900)
- Jugendstreiche (1901)

### Duos und Kammermusik
- Sonate für Violoncello und Klavier (1905)
- Streichquartett G-Dur (1916)
- Sonate für Violine und Klavier D-Dur (1917/1918)

### Klavier solo
- Elzin valčík (Elsis Walzer) (1899)
- Ľúbim ťa… (Ich liebe dich…) op. 7 (1899)
- Na pamiatku (Zur Erinnerung). Mazúrka As-Dur op. 14 (1899)
- Polka–mazúrka D-Dur (1899)
- Pochod (Marsch) G-Dur op. 16 (1900)
- Fantasie über ein Thema von Beethoven, Fragment (1901)
- Drei Fugen (1901–1903)
- Suita v starom slohu (Suite im alten Stil) (1904)
- Drei Klavierstücke (1949)
- Variationen und Fuge über ein eigenes Thema (ca. 1960)
- Spomienka (Erinnerung) (1960)
- Na brigáde (Auf Brigade) (1960)

### Gesangsstimme(n) und Klavier
- Pred vyhňou (Vor dem Feuer) nach einem Text von E. Volker für hohe Stimme und Klavier (1908)
- Vier Lieder nach Texten von Svetozár Hurban Vajanský für hohe Stimme und Klavier (1913)
- Večerný zvon (Abendglocke) nach einem Text von Géza Gyóni für Gesang und Klavier (1917)
- Drei Lieder nach Gedichten von Ján Smrek für Männerstimme und Klavier (1955)
- Anička Majerčike nach einem eigenen Text für mittlere Stimme und Klavier (1956)
- Drei Lieder nach Texten von Andrej Plávka[11] für Gesang und Klavier (1959)
- Óda na radosť (Ode an die Freude) auf einen Text von Vojtech Mihálik für hohe Stimme und Klavier (1960)
- Tri miniatúrne piesne (Drei Miniaturlieder) nach Texten von Andrej Plávka für hohe Stimme und Klavier (1962)
- Vier Lieder nach Gedichten von Ján Smrek für Männerstimme und Klavier (1962)

### Chor und Klavier
- Pieseň mieru (Friedenslied) nach einem Text von Andrej Plávka für gemischten Chor oder Männerchor und Klavier (1951)

### Chor a cappella
- Drei Männerchöre nach Volksliedern (1949)
- Okienka do minulosti (Fenster in die Vergangenheit) nach einem Volkslied für Männerchor (1952)
- Sláva národu (Pieseň o bojujúcej Kórei) (Ehre sei der Nation – Lied des kämpfenden Korea) nach einem Text des Komponisten für Frauen- und Männerchor (1952)
- Májová pieseň (Mailied) nach einem Text von Andrej Plávka für Männerchor (1953)
- Pieseň vďaky (Danklied) nach einem Text von Andrej Plávka für Männerchor (1954)
- Na troskách (In Ruinen) nach einem Text von Andrej Plávka für Männerchor (1954/1955)
- Pieseň o hrdinovi (Lieder über einen Helden) nach einem Text von Andrej Plávka für Männerchor (1954/1955)
- Lieder nach Texten von Andrej Plávka für Männerchor (1955)

### Geistliche Werke
- Offertorium für Männerchor, Orgel und Orchester (1906)
- Ave Maria für Gesangsstimme und Orgel (1911)

## Diskographie (Auswahl)
- Sonate für Violoncello und Klavier, Vier Lieder für Sopran und Klavier, Drei Lieder für Bass und Klavier, Streichquartett, Variationen und Fuge für Klavier – Alžbeta Bukoveczka (Sopran), Peter Mikuláš (Bass), Jozef Podhoranský (Violoncello), Trávníček-Quartett, Ivan Gajan, Zlatica Poulová und Ján Salay (Klavier) – auf Frico Kafenda (Opus, LP 1983)
- Drei Lieder (Listy, Okúzlenie, Pieseň) – Martin Babjak (Bariton), Daniel Buranovský (Klavier) – auf Babjakovci v jaskyni (K2 studio, CD 2009)
- Ave Maria – Tomáš Šelc (Bassbariton), Marek Vrábel (Orgel) – auf Ave Maria et alia opera musica sacra (Music Forum, CD 2013)
- Sonate für Violoncello und Klavier – Ján Slávik (Violoncello), Daniela Varínska (Klavier) – auf Kafenda, Vilec, Godár (VŠMU, CD 2013)